# 第1次モディ内閣
第1次モディ内閣（だいいちじモディないかく、英語: First Modi ministry）は、2014年5月26日から2019年5月24日まで続いたナレンドラ・モディを首班とするインドの内閣である。
農村開発大臣は当初ゴピナートラオ･ムンデであったが、2014年6月3日に交通事故で逝去したため、大規模輸送大臣のニティン・ガドカリが就任した。
なお、インド人民党以外の政党で閣僚になったのはラムヴィラス･パスワン(全国ジャナタ・ダル)、アショク･ガジャパティ･ラジュプサパティ（テルグ・デサム党)、アナント・ギーテ(シヴ・セーナー)、ハルシラト･コール･バダル（アカリ・ダル）の4名である。

## 閣僚
| 氏名                                       | 役職                                             | 政党 | 政党           |
| ------------------------------------------ | ------------------------------------------------ | ---- | -------------- |
| ナレンドラ・モディ                         | 首相                                             |      | インド人民党   |
| ラージナート･シン                          | 内務大臣                                         |      | インド人民党   |
| スシュマ・スワラージ                       | 外務大臣兼海外インド人担当大臣                   |      | インド人民党   |
| アルン・ジャイトレイ                       | 財務大臣兼企業大臣                               |      | インド人民党   |
| ニティン･ジャイラム･ガドカリ               | 道路交通、海運、水資源・河川開発・ガンジス川再生 |      | インド人民党   |
| スレーシュ・プラブー                       | 商工大臣                                         |      | インド人民党   |
| サダナンダ･ゴーダ                          | 統計・計画実施大臣                               |      | インド人民党   |
| ウマー･バラティ                            | 飲料水・衛生大臣                                 |      | インド人民党   |
| ラーマヴィラス・パスワン                   | 消費者・食糧公共配給大臣                         |      | 人民の力党     |
| マネカ・サンジャイ・ガンディー             | 女性・児童育成大臣                               |      | インド人民党   |
| アナント・クラーム                         | 化学・肥料、議会大臣                             |      | インド人民党   |
| ラヴィ･シャンカル･プラサード               | 法務大臣兼通信・IT大臣                           |      | インド人民党   |
| ジャガド・プラカーシュ・ナッダ             | 保健・ 家庭福祉大臣                              |      | インド人民党   |
| アシュク・ガシャパティ・ラジュ・プサパティ | 民間航空大臣                                     |      | テルグ・デサム |
| アナント・ギーテ                           | 重工業・公企業大臣                               |      | シブ・セナ     |
| ハルシムラト・コール・バダル               | 食品加工業大臣                                   |      | アカリ・ダル   |
| ナレンドラ・シン・トーマル                 | 農村開発、町村自治、鉱山大臣                     |      | インド人民党   |
| チョードリー・ビレンドラ・シン             | 鉄鋼大臣                                         |      | インド人民党   |
| ジュエル・オラム                           | 部族大臣                                         |      | インド人民党   |
| ラダ・モハン・シン                         | 農業・農民福祉大臣                               |      | インド人民党   |
| タワル・チャンド・ゲーロット               | 社会正義・能力開発大臣                           |      | インド人民党   |
| スムリティ・ズビン・イラニ                 | 繊維･情報放送大臣                                |      | インド人民党   |
| ハルシュ・バルダン                         | 科学技術・地球科学・環境・森林・気候変動大臣     |      | インド人民党   |
| プラカーシュ・ジャヴァデガル               | 人的資源開発大臣                                 |      | インド人民党   |
| ダルメンドラ・プラダーン                   | 石油・天然ガス、技能開発・起業促進大臣           |      | インド人民党   |
| ピユーシュ・ゴヤル                         | 鉄道・石炭大臣                                   |      | インド人民党   |
| ニルマラ・シタラマン                       | 国防大臣                                         |      | インド人民党   |
| ムクタール・アッバス・ナクビ               | マイノリティ大臣                                 |      | インド人民党   |